# Serhij Usolcew
Serhij Usolcew, ukr. Сергій Усольцев (ur. 2 kwietnia 1975) – ukraiński piłkarz, grający na pozycji bramkarza.

## Kariera piłkarska

### Kariera klubowa
W 1991 rozpoczął karierę piłkarską w estońskiej drużynie Sillamäe Kalev, skąd w 1993 przeszedł do Normy Tallinn. Latem 1994 został piłkarzem klubu Narva Trans, w którym występował z przerwami do zakończenia swojej kariery piłkarskiej w 2010 roku. Oprócz tego, występował w estońskich zespołach Tallinna FC Lantana i Tallinna FC TVMK. W 2006 bronił barw fińskiego PP-70 Tampere. W sierpniu 2008 przez konflikt z prezesem był zwolniony z kadry Transu. Potem przeszedł do łotewskiej Daugavy Dyneburg, ale nie zagrał żadnego meczu i powrócił do Narwy. We wrześniu 2010 zakończył karierę piłkarską.

## Sukcesy i odznaczenia

### Sukcesy klubowe
- mistrz Estonii: 1993, 1996, 1997
- wicemistrz Estonii: 1994, 2001, 2003
- brązowy medalista Mistrzostw Estonii: 1998, 2002, 2005, 2009, 2010
- zdobywca Pucharu Estonii: 1994, 2003
- finalista Pucharu Estonii: 1993, 1997, 1998, 2004, 2007

### Sukcesy indywidualne
- rekordzista w ilości czasu podczas którego nie stracił bramki: 980 minut w latach 2006-2007.